# Булавобрюхи (род)
Булавобрюхи, или кордулегастер (лат. Cordulegaster) — род разнокрылых стрекоз в составе семейства булавобрюхов (Cordulegastridae).

## Описание
Крупные стрекозы с преимущественно чёрно-жёлтой окраской тела. Яйцеклад самок очень длинный, однако, яйца откладываются на лету в грунт, на небольшую глубину водоёмов и без сопровождения самца. Личинки обитают в проточных водоёмах. У личинок на дистальном конце боковой лопасти маски расположение зубцов неправильное, без упорядочения в группы. Подвижный крючок выдается несколько сильнее, чем зубцы.

## Список видов

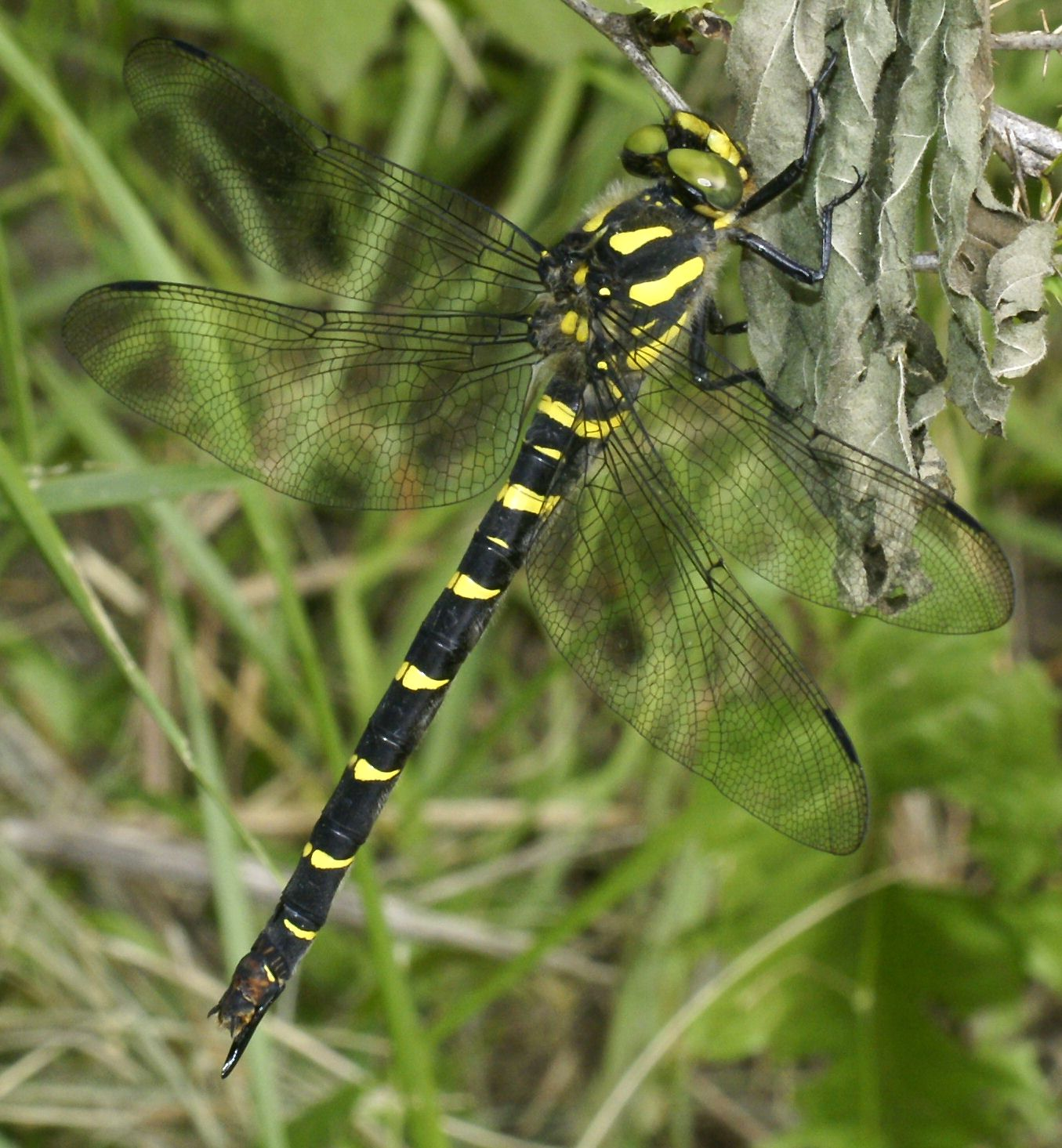
Булавобрюх двузубчатый

В мировой фауне насчитывается около 25—26 представителей рода, в России встречается 2 вида.
- Cordulegaster algerica Morton, 1916
- Cordulegaster annandalei (Fraser, 1923)
- Cordulegaster bidentata Selys, 1843
- Cordulegaster bilineata (Carle, 1983)
- Cordulegaster boltonii (Donovan, 1807)
- Cordulegaster brevistigma Selys, 1854
- Cordulegaster diadema Selys, 1868
- Cordulegaster diastatops (Selys, 1854)
- Cordulegaster dorsalis Hagen in Selys, 1858
- Cordulegaster erronea Selys, 1878
- Cordulegaster godmani McLachlan, 1878
- Cordulegaster heros Theischinger, 1979
- Cordulegaster insignis Schneider, 1852
- Cordulegaster jinensis Zhu & Han, 1992
- Cordulegaster maculata Selys, 1854
- Cordulegaster magnifica Bartenev, 1930
- Cordulegaster mzymtae Bartenev, 1929
- Cordulegaster obliqua (Say, 1840)
- Cordulegaster orientalis van Pelt, 1994
- Cordulegaster parvistigma (Selys, 1873)
- Cordulegaster picta Selys, 1854
- Cordulegaster princeps Morton, 1916
- Cordulegaster sarracenia Abbott & Hibbitts, 2011
- Cordulegaster sayi Selys, 1854
- Cordulegaster talaria Tennessen, 2004
- Cordulegaster trinacriae Waterston, 1976
- Cordulegaster vanbrinkae Lohmann, 1993